# Selezioni giovanili della nazionale maschile di pallacanestro della Gran Bretagna
Le selezioni giovanili della nazionale di pallacanestro della Gran Bretagna sono gestite dalla British Basketball Federation e partecipano ai tornei cestistici internazionali per squadre nazionali, limitatamente a specifiche classi d'età.

## Universitaria
Rappresenta la selezione dei migliori atleti universitari della nazionale britannica.

### Partecipazioni
- 1997 - 6°

## Under-20
Rappresenta i migliori giocatori di nazionalità britannica di età non superiore ai 20 anni. Partecipa a tutte le manifestazioni internazionali giovanili di pallacanestro per nazioni gestite dalla FIBA.
Quando Londra ha acquisito i diritti per organizzare la Olimpiade 2012, gli organizzatori hanno voluto che gli atleti britannici fossero competitivi in tutti gli sport, incluso il basket. La nuova squadra fu formata il 1º dicembre 2005 dalle Federazioni inglese, scozzese e gallese, tutte affiliate indipendentemente alla FIBA.
Da allora ha sempre partecipato alla Division B del campionato di categoria, con la prima apparizione in Division A, nel 2014.

### Partecipazioni
FIBA EuroBasket Under-20
- 2014 - 11°
- 2015 - 15°
- 2018 - 10°
- 2019 - 8°

### Formazioni
Gran Bretagna under 20 - Campionato europeo maschile di pallacanestro Under-20 20144 Graham, 5 Okros, 6 Nelson, 7 Spencer, 8 Mvuezolo, 9 Murtagh, 10 Young, 11 Mackay, 12 Sentance, 13 Mascall-Wright, 14 Lawson, 15 Bigby-Williams,        All. Douglas Leichner
 Gran Bretagna under 20 - Campionato europeo maschile di pallacanestro Under-20 20154 Okros, 5 Soluade, 6 Nelson, 7 McSwiggan, 8 Williams, 9 Lautier-Ogunleye, 10 Dang-Akodo, 11 Bigby-Williams, 12 Gordon, 13 Smith, 14 Lawson, 15 Menzies,        All. Douglas Leichner
 Gran Bretagna under 20 - Campionato europeo maschile di pallacanestro Under-20 20181 Fuller, 7 Spence, 9 Walshe, 10 Russell, 11 Eytle-Rock, 12 Boachie-Yiadom, 14 Watson-Gayle, 15 Nealon-Lino, 18 Henry, 22 Tordoff, 24 Wheatle, 30 Akin,        All. Marc Steutel
 Gran Bretagna under 20 - Campionato europeo maschile di pallacanestro Under-20 20194 Round, 5 Robinson, 6 Amabilino, 7 Harris, 8 Henry, 9 Cleary, 10 Kitenge, 11 Queeley, 12 Spence, 13 Powell, 14 Reynolds-Keita, 16 Hayden,        All. Karl Brown

## Under-18
Rappresenta i migliori giocatori di nazionalità britannica di età non superiore ai 18 anni . Partecipa a tutte le manifestazioni internazionali giovanili di pallacanestro per nazioni gestite dalla FIBA.

### Partecipazioni
FIBA EuroBasket Under-18
- 2018 - 7°
- 2019 - 8°

## Under-16
Rappresenta i migliori giocatori di nazionalità britannica di età non superiore ai 16 anni. Partecipa a tutte le manifestazioni internazionali giovanili di pallacanestro per nazioni gestite dalla FIBA.

### Partecipazioni
Vanta presenze solo agli Europei di Division B.